# Heyersdorf
Heyersdorf là một đô thị trong bang Thuringia. Đô thị này thuộc huyện Altenburger Land.
Heyersdorf nằm gần các đô thị Ponitz, thành phố Schmölln, và Thonhausen trong huyện Altenburger Land; cũng như near thành phố Crimmitschau ở huyện thuộc Saxony Zwickauer Land.
Cho đến năm 1920, Heyersdorf đã thuộc Saxe-Altenburg.